# Кургатово
Курга́тово (баш. Ҡорғат) — деревня в Мечетлинском районе Республики Башкортостан Российской Федерации. Административный центр Кургатовского сельсовета.

## География

### Географическое положение
Расстояние до:
- районного центра (Большеустьикинское): 32 км,
- ближайшей ж/д станции (Красноуфимск): 140 км.

## Население
| 1939 | 1959 | 1970 | 1979 | 1989 | 2002 | 2009 |
| ---- | ---- | ---- | ---- | ---- | ---- | ---- |
| 497  | ↗527 | ↘514 | ↘430 | ↘402 | ↘350 | ↘306 |
| 2010 |      |      |      |      |      |      |
| ↘278 |      |      |      |      |      |      |

### Национальный состав
Согласно переписи 2002 года, преобладающая национальность — татары (75 %).